# James D. Houston
James D. Houston (San Francisco, 10 november 1933 - 16 april 2009) was een Amerikaans romanschrijver.
Houston studeerde aan de San José State University, waar hij zijn echtgenote Jeanne Wakatsuki leerde kennen. Samen met haar schreef hij haar autobiografie Farewell to Manzanar over haar ervaringen in het interneringskamp van Manzanar voor Amerikanen van Japanse afkomst tijdens de Tweede Wereldoorlog. Het boek werd een bestseller toen het in 1973 gepubliceerd werd. Snow Mountain Passage (2001) was geïnspireerd op zijn band met de noodlottige Donner Party uit de vroege geschiedenis van Californië.
- Bibliothèque nationale de France: cb144605152 (data)
- Gemeinsame Normdatei: 119110733
- International Standard Name Identifier: 0000 0001 1494 0157
- Library of Congress Control Number: n79147900
- Nationale Bibliotheek van Israël: 987007432193105171
- Nederlandse Thesaurus van Auteursnamen: 306643618
- SNAC: w6h13ft3
- Système universitaire de documentation: 060844868
- Virtual International Authority File: 79411250
- WorldCat: E39PBJrcgvHDHRdc96XX4HtVG3